# کلاه‌قرمزی ۸۸
کلاه‌قرمزی ۸۸ یک مجموعهٔ تلویزیونی کمدی به کارگردانی ایرج طهماسب است که در نوروز سال ۱۳۸۸ از شبکه دو صدا و سیما پخش شد.

## عروسک‌ها
- کلاه قرمزی
- پسرخاله (شخصیت عروسکی)
- پسرعمه زا
- گیگیلی
- باران (خاله برنامه)